# Precis tugela
Precis tugela är en fjärilsart som beskrevs av Henry Trimen 1879. Precis tugela ingår i släktet Precis och familjen praktfjärilar. Inga underarter finns listade i Catalogue of Life.